# Шагатай
Шагатай (каз. Шағатай) — село в Теректинском районе Западно-Казахстанской области Казахстана. Административный центр Шагатайского сельского округа. Код КАТО — 276273100.

## Население
В 1999 году население села составляло 1662 человека (818 мужчин и 844 женщины). По данным переписи 2009 года, в селе проживало 1147 человек (564 мужчины и 583 женщины).